# Boldklubben 1913 Odense
El Boldklubben 1913 Odense o B 1913 és un club danès de futbol de la ciutat d'Odense, fundat l'any 1913 que fins a la temporada 2005-06 jugava a la Segona Divisió Danesa, dins del grup oest.
Als inicis de la temporada 2006-07, es va fusionar amb el B 1909, i el Dalum IF, i el nou equip s'anomena FC FYN.

## Palmarès
- Copa danesa de futbol (1): 1963

- 11 temporades a la primera divisió danesa
- 43 temporades a la segona divisió danesa
- 16 temporades a la tercera divisió danesa